# Sicyopus (straalvinnigen)
Sicyopus is een geslacht van straalvinnige vissen uit de familie van grondels (Gobiidae).

## Soorten
- Sicyopus auxilimentus Watson & Kottelat, 1994
- Sicyopus beremeensis Keith, Amick, Toko & Lord, 2019[2][3]
- Sicyopus cebuensis Chen & Shao, 1998
- Sicyopus discordipinnis Watson, 1995
- Sicyopus exallisquamulus Watson & Kottelat, 2006
- Sicyopus jonklaasi Axelrod, 1972
- Sicyopus lord Keith, Marquet & Taillebois, 2011
- Sicyopus multisquamatus de Beaufort, 1912
- Sicyopus nigriradiatus Parenti & Maciolek, 1993
- Sicyopus zosterophorus Bleeker, 1856